# Gottlieb Samuel Pristaff
Gottlieb Samuel Pristaff (* in Cottbus; † 10. Januar 1736 in Anklam) war ein Fälscher des 18. Jahrhunderts. Er fälschte vor allem Urkunden und Chroniken zur Geschichte Pommerns, die er zum Teil unter eigenem Namen, aber auch unter Pseudonymen wie Adam Gerschow verbreitete.

## Leben
Der Sohn des Cottbuser Pastors Christian Pristaff schlug zunächst eine kirchliche Laufbahn ein. In Grapzow bei Treptow an der Tollense und später in Langenhagen bei Treptow an der Rega arbeitete er als Prediger. Wegen anstößigen Lebenswandels musste er sein Amt dort 1726 niederlegen. Er ging nach Danzig, wo er auf Befehl der preußischen Regierung verhaftet wurde. Wegen seiner Körpergröße von ungefähr 1,90 Meter (6 Fuß) kam er als Soldat in ein Infanterieregiment in Stargard. Nach wenigen Jahren wurde er wegen Krankheit entlassen.
Ab 1732 lebte er in Stettin und Greifswald, von wo er ausgedehnte Reisen durch Pommern und auf Rügen unternahm. Das umfangreiche Wissen, das er sich während dieser Zeit in Archiven und Bibliotheken aneignete, nutzte er zum Anfertigen gefälschter Urkunden und Chroniken. Diese versah er mit selbst gezeichneten Landkarten und Abbildungen. Seine Fälschungen veräußerte er an Bibliotheken und Privatpersonen. Zu den von ihm getäuschten Personen gehörten unter anderem der pommersche Generalsuperintendent Johann Gottfried Hornejus, der Stettiner Bürgermeister Matthias Heinrich Liebeherr sowie die Greifswalder Professoren Albert Georg Schwarz und Augustin von Balthasar. Diese verwendeten seine Urkunden in ihren Arbeiten und empfahlen ihn ihren Freunden weiter.
Der Historiker Theodor Pyl warnte in der 1888 der Allgemeinen Deutschen Biographie vor den Pristaffschen Fälschungen, denen noch Geschichtsforscher des 19. Jahrhunderts, wie Friedrich Wilhelm Barthold, Robert Klempin und Otto Fock aufgesessen waren. Er bescheinigte Pristaff eine große Belesenheit, mit deren Hilfe er die in den gefälschten Chroniken enthaltenen Irrtümer und Erfindungen glaubhaft darstellen konnte. Während Pyl Pristaffs Zeichnungen als nicht beachtenswert einstufte, bescheinigte er den gefälschten Urkunden „raffinierte Berechnung“. Pristaff hatte seine Urkunden auf Zeiten datiert, in denen historisch bedeutende Ereignisse wie die Allerheiligenflut 1304 oder das Aussterben der Grafen von Gützkow stattfanden. Pyl äußerte aber auch Verwunderung über die Tatsache, dass es Pristaff gelungen war, in der kurzen Zeit von 1732 bis 1736 eine enorme Menge gefälschter Schriften anzufertigen und zu sammeln.
Einige erhaltene Schriften und Zeichnungen Pristaffs befinden sich im Landesarchiv Greifswald.
Wie die Forschung ermittelte, diente der Runenstein von Tullstorp dem pommerschen Fälscher als Vorlage zur Beweisführung für einen angeblichen „Runenstein von Drewoldke“ auf Rügen, um dort eine stärkere Wikingerpräsenz vorzugaukeln. Nach 1732 gelangten derartige „Zeichnungen“ von Greifswald aus bis nach Schweden.